# アルフォンス・トレモー・ド・ロシュブリュヌ
アルフォンス・トレモー・ド・ロシュブリュヌ（Alphonse Trémeau de Rochebrune、1836年9月18日 - 1912年4月23日はフランスの植物学者、動物学者である。
ヴィエンヌ県のサン＝サヴァンで、アングレーム博物館の学芸員の息子に生まれた。軍医として働き、副官まで昇進するが、1870年に学位を得て、学問の世界に転じ、セネガルのサン＝ルイに渡った。1878年からパリ自然史博物館で働き、人類学研究室の助手となり、ヴィクトル・ベルタン（Victor Bertin）の没後、後任として軟体動物、古生物部門の研究職につき、1911年に引退するまで働いた。地質学、古生物学、植物学、軟体動物学などの分野で150あまりの論文を執筆した。サバティエ（Alexandre Savatier）と共著で、"Catalogue raisonné des plantes phanérogames qui croissent spontanément dans le département de la Charente"（「シャラント地域に自生する顕花植物の一覧」:1860年）も執筆した。
1882年から1883年の間に、動物学者のマビーユ（Jules François Mabille）とともに、喜望峰などの海洋で研究探検を行い、多くの軟体動物の収集と記載を行った。